# Anthela addita
Anthela addita là một loài bướm đêm thuộc họ Anthelidae. Loài này có ở Úc.